# ディエゴ・オルマエチェア
ディエゴ・オルマエチェア（Diego Ormaechea、1959年7月19日 - ）は、ウルグアイの元ラグビーユニオン選手。

## プロフィール
- ウルグアイ・モンテビデオ出身[1]。
- 現役時代のポジションはナンバーエイト(No8)。
- 身長 183cm、体重 98kg
- 息子のフアン・アグスティンはラグビー選手[2]。
- ウルグアイ代表通算キャップ数は73（2021年11月現在）でラグビーワールドカップ1999のウルグアイ代表に選ばれて主将を務めた[3]。2001年-2003年には代表監督も務めた。

## 略歴
現役時代はカラスコ・ポロでプレー。
現役引退後、2019年にはラグビー殿堂入りした。